# Серия взрывов в Гвадалахаре в 1992 году

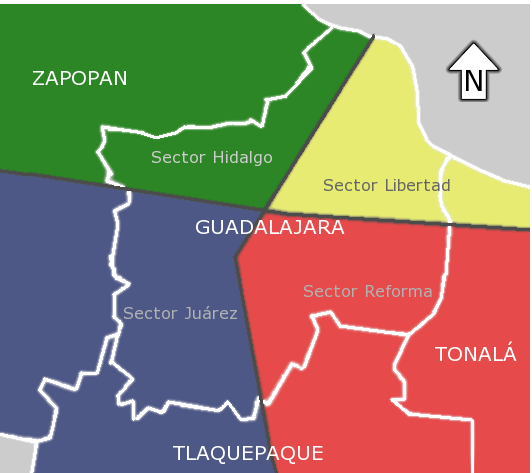
Взрыв произошёл в Sector Reforma

Взрыв в Гвадалахаре в 1992 году — крупное происшествие, произошедшее 22 апреля 1992 года в городе Гвадалахара — втором по величине городе Мексики.
По официальным сводкам погибло 206 человек. По оценкам лондонской компании Lloyd’s погибло 252 человека, более 1440 ранено, 15 тысяч остались без крова, было разрушено 450 предприятий, ущерб составил от 300 млн до 1 млрд долларов США.
Существовала версия утечки с фабрики токсичной легковоспламеняющейся (с точкой возгорания 22 градуса) жидкости на основе гексана, использующейся при производстве растительного масла.
Однако расследование выявило, что причина в близком расположении городских коммуникаций. Водопровод пересекался с бензопроводом. При контакте оцинкованного железа и стали произошла химическая реакция и коррозия. Топливо вытекало из бензопровода и проникало в воду через отверстие в 1 см в диаметре. Утекло около 600 тыс. литров. Также топливо просачивалось в почву и рядом расположенную трубу канализации.
Незадолго до происшествия в городе начали строить ещё одну линию метро, и возникла необходимость переноса канализационной трубы: она огибала туннель метро снизу, то есть имела U-образный изгиб. Именно поэтому взрывов было несколько. В зоне изгиба испарения не прокачивались насосом, в итоге они выходили на улицу через канализационные люки или образовывали взрывоопасные газовые карманы с разной концентрацией, поэтому взрывы произошли не одновременно.
За дни до катастрофы люди жаловались на запах бензина, исследования выявили 100 % вероятность взрыва, но люди так и не были эвакуированы. Власти по радио отрицали опасность взрыва.
В утро катастрофы температура воздуха в города составляла 31 градус по Цельсию. Горячий воздух заставил испарения в канализации подниматься наверх. Искру, возможно, вызвали при работе с люками (удар металла о металл) специалисты, проверявшие источник запаха.
В итоге произошло 4 серии взрывов: на улицах 20 ноября и Ганте; Виолетты; Рио Браво и Рио Нилло; Гонсалес Гайо. Серия взрывов огромной разрушительной силы продолжалась 4 часа 14 минут. Разлом проходил сплошной линией над трубой.
Несколько человек отправили в тюрьму на несколько месяцев. Виновные так и не были объявлены. Бензопровод был перенесён за город.